# Kożuchy (Biała Piska)
Kożuchy [kɔˈʐuxɨ] (deutsch Kosuchen, 1938–1945 Kölmerfelde) mit der Ortschaft Kożuchy Małe ist ein Dorf in der polnischen Woiwodschaft Ermland-Masuren, das zur Gmina Biała Piska (Stadt- und Landgemeinde Bialla, 1938–1945 Gehlenburg) im Powiat Piski (Kreis Johannisburg) gehört.

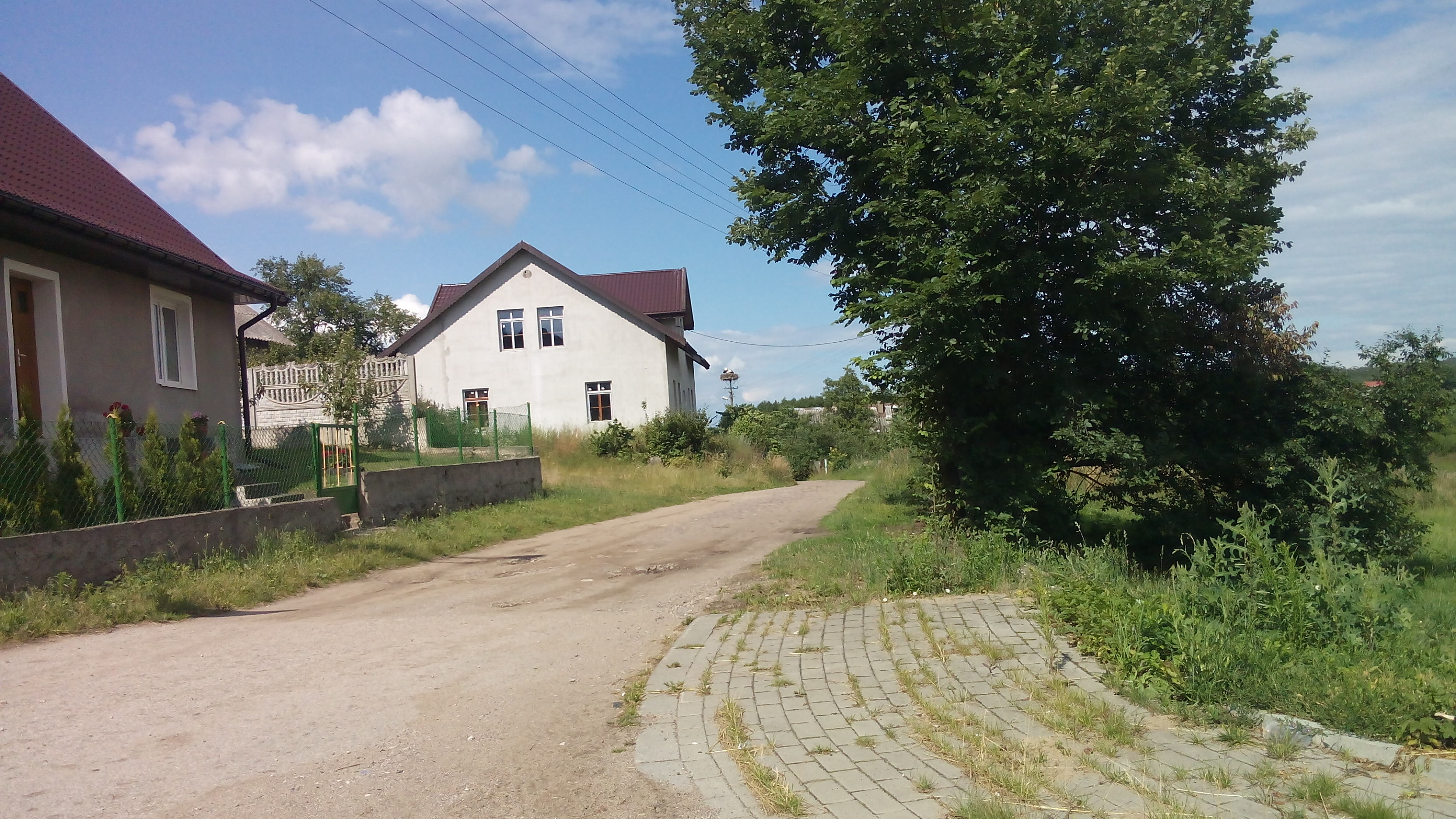
Dorfstraße mit Storchennest in Kożuchy

## Geographische Lage
Kożuchy liegt im südlichen Osten der Woiwodschaft Ermland-Masuren, 22 Kilometer östlich der Kreisstadt Pisz (deutsch Johannisburg). Die Ortschaft Kożuchy Małe liegt zwei Kilometer nordwestlich des Dorfes.

## Geschichte
Das um 1579 Koschucha, nach 1785 Koszuchen und bis 1938 Kosuchen genannte Dorf wurde im Jahre 1435 durch den Deutschen Ritterorden als Dienstgut mit 48 Hufen nach kölmischem Recht gegründet.
Von 1874 bis 1945 war Kosuchen in den Amtsbezirk Belzonzen (1938 in „Amtsbezirk Großdorf (Ostpr.)“ umbenannt) eingegliedert, der zum Kreis Johannisburg gehörte.
425 Einwohner zählte Kosuchen im Jahr 1910. Aufgrund der Bestimmungen des Versailler Vertrags stimmte die Bevölkerung im Abstimmungsgebiet Allenstein, zu dem Kosuchen gehörte, am 11. Juli 1920 über die weitere staatliche Zugehörigkeit zu Ostpreußen (und damit zu Deutschland) oder den Anschluss an Polen ab. In Kosuchen stimmten 280 Einwohner für den Verbleib bei Ostpreußen, auf Polen entfielen keine Stimmen. Am 30. September 1928 schlossen sich die Landgemeinden Kosuchen und Rollken (polnisch Rolki) mit dem Gutsbezirk Kommorowen (polnisch Komorowo) zur neuen Landgemeinde Kosuchen zusammen. Die Einwohnerzahl stieg bis 1933 auf 753.
Am 3. Juni 1938 wurde Kosuchen aus politisch-ideologischen Gründen der Abwehr fremdländisch klingender Ortsnamen in „Kölmerfelde“ umbenannt. Im Jahre 1939 belief sich die Zahl der Einwohner auf 664.
In Kriegsfolge kam das Dorf 1945 mit dem gesamten südlichen Ostpreußen an Polen und erhielt die polnische Namensform „Kożuchy“. Heute ist es Sitz eines Schulzenamtes (polnisch Sołectwo) und somit eine Ortschaft im Verbund der Stadt- und Landgemeinde Biała Piska (Bialla, 1938–1945 Gehlenburg) im Powiat Piski (Kreis Johannisburg), bis 1998 der Woiwodschaft Suwałki, seither der Woiwodschaft Ermland-Masuren zugehörig. Im Jahre 2011 hatte das Dorf 205 Einwohner.

### Kożuchy Małe
Über die Geschichte und den Namen der Ortschaft Kożuchy Małe aus der Zeit vor 1945 liegen keine Unterlagen vor. Vielleicht ist die Ortschaft auch erst nach 1945 gebildet und dem Dorf Kożuchy beigegeben worden. In wörtlicher Übersetzung heißt der Name in deutscher Sprache „Klein Kosuchen“.

## Religionen
Bis 1945 war Kosuchen resp. Kölmerfelde in die evangelische Kirche Bialla (1938–1945 Gehlenburg, polnisch Biała Piska) in der Kirchenprovinz Ostpreußen der Kirche der Altpreußischen Union sowie in die römisch-katholische Kirche Johannisburg (polnisch Pisz) im Bistum Ermland eingepfarrt.
Heute halten sich die evangelischen Einwohner Kożuchy wie auch Kożuchy Małes zur Kirchengemeinde in Biała Piska, die eine Filialgemeinde der Pfarrei Pisz in der Diözese Masuren der Evangelisch-Augsburgischen Kirche in Polen ist. Katholischerseits gehört Kożuchy mit seiner Ortschaft Kożuchy Małe zur Pfarrei Biała Piska, die in Kożuchy aber eine Filialkirche unterhält. Sie gehört zum Bistum Ełk der Römisch-katholischen Kirche in Polen.

## Schule
Seit dem Jahre 1737 ist Kosuchen Schulort.

## Verkehr
Kożuchy und Kożuchy Małe liegen an der bedeutenden West-Ost-Verkehrsachse der Landesstraße 58, die durch den Süden der Woiwodschaft Ermland-Masuren bis in die Woiwodschaft Podlachien führt und dabei fünf Kreisgebiete verbindet. In Kożuchy endet darüber hinaus eine Nebenstraße aus den Nachbarorten im Süden, während in Kożuchy Małe die von Prostki (Prostken) kommende Droga powiatowa 1680N auf die DK 58 trifft.